# José Paulo Bezerra Maciel Júnior
José Paulo Bezerra Maciel Júnior, comunament conegut com a Paulinho, (nascut el 25 de juliol de 1988) és un exfutbolista brasiler que jugava com a migcampista. Ha sigut internacional amb l'equip nacional del Brasil.
Fou un migcampista fort, alt, amb arribada a l'àrea i polivalent al mig del camp. La seva posició ideal era la de migcampista, però també podia ocupar les posicions de pivot i d'interior.

## Trajectòria esportiva

### Inicis
Paulinho va començar la seva carrera com a jugador amb l'Audax São, amb l'equip juvenil el 2004. Després de no poder destacar al primer equip, es va unir al FC Vilnius de Lituània el 2006, on va marcar cinc gols en 37 partits. Al final de la A Lyga de 2007, FC Vilnius va ser relegat a la segona divisió, per la qual cosa Paulinho va deixar el club. Després del descens, es va traslladar a Polònia, per signar amb el ŁKS Łódź. Després d'una temporada a Polònia, on va fer 15 aparicions en la lliga, va tornar a Brasil i al seu primer club, l'Audax São, l'estiu de 2008. Després d'una temporada reeixida, va participar en la Serie B jugant pel Bragantino el 2009.

### Corinthians
El 2009, jugant per Bragantino, va cridar l'atenció del Gegant de São Paulo, el Corinthians, al qual fou cedit. El seu primer gol va arribar el 30 de maig de 2010, quan va fer el quart gol en una victòria per 4-2 sobre el Santos. Amb el temps va anar guanyant competicions importants amb el club de São Paulo, com el Brasileirão de 2011 i la Copa Libertadores de 2012, consolidant-se a si mateix com un heroi per al club. En el camí a la final de la Copa Libertadores, Palinho va marcar l'únic gol del doble partit eliminatòria de quarts de final contra el seu compatriota brasiler Basco da Gama, marcant en el minut 87 del partit de tornada el 23 de maig de 2012, cosa que va permetre el pas del Corinthians a les semifinals.

### Tottenham Hotspur
El 6 de juliol de 2013, el Tottenham Hotspur FC confirma el fitxatge de Palinho després d'haver completat amb èxit el reconeixement mèdic per una xifra de poc menys de 17 milions de lliures esterlines.

### FC Barcelona
El 14 d'agost de 2017 es va fer oficial el seu fitxatge pel FC Barcelona per 40 milions d'euros, amb un contracte per les següents cinc temporades. La seva clàusula de rescissió es va fixar en 120 milions d'euros. Aquest fitxatge fou el quart més car de la història del Barça, igualant els 40 milions pagats per David Villa, i només superat pels preus de Neymar (90 milions), Luis Suárez (81 milions), i Ibrahimović (71 milions). El jugador fou presentat amb el Barça el dijous 17 d'agost.
El 26 d'agost de 2017 va debutar amb el Barça, en una victòria per 2–0 a fora contra l'Alavés, un partit en què entrà des de la banqueta substituint Andrés Iniesta al minut 87. El setembre es va confirmar que lluiria el dorsal 15 a la samarreta.

## Internacional
El 5 de setembre de 2011, va ser convocat a la selecció brasilera pel Superclásico de les Américas de 2011 on va aconseguir conquistar el títol.
Palinho va ser convocat per la Selecció de futbol de Brasil per disputar la Copa Confederacions 2013, tenint un rendiment excel·lent al centre del camp, on es va compenetrar molt bé amb Luiz Gustavo; gràcies a tan excel·lent actuació se li va ser atorgat el Premi al Tercer Millor Jugador, o Pilota de Bronze d'aquest torneig.
El 24 d'abril de 2014, l'entrenador de la selecció brasilera, Luiz Felipe Scolari, va confirmar que Palinho estaria entre els 23 jugadors que representarien el Brasil en la Copa del Món de Futbol de 2014. El 7 de maig de 2014 va ser inclòs a la llista final de 23 jugadors que representarien el Brasil a la Copa del Món de Futbol de 2014.
El 23 de març de 2017 marca el seu primer hat-trick de la seva carrera en la històrica golejada 4 per 1 com a visitants en l'Estadi Centenari de Montevideo enfront d'Uruguai on surt com la figura del partit per la Classificació de Conmebol per a la Copa Mundial de Futbol de 2018.

## Palmarès
Corinthians
- 1 Campionat brasiler de futbol: 2011.
- 1 Copa Libertadores: 2012.
- 1 Campionat del Món: 2012.

Guangzhou Evergrande FC
- 2 Lliga xinesa: 2015, 2016.
- 1 Copa xinesa: 2016.
- 2 Supercopa xinesa: 2016, 2017.
- 1 Lliga de Campions de l'AFC: 2013.

FC Barcelona
- 1 Lliga espanyola: 2017-18[12]
- 1 Copa del Rei: 2017-18.[13]

Selecció del Brasil
- 1 Copa Confederacions de la FIFA: 2013.